# Vânătorii de troli: Trezirea titanilor
Vânătorii de troli: Trezirea titanilor (titlu original: Trollhunters: Rise of the Titans) este un film 3D de animație și comedie din 2021 produs de DreamWorks Animation Television și Double Dare You Productions și distribuit de Netflix. Este finalul francizei Poveștile din Arcadia de Guillermo del Toro, care prezintă serialele de televiziune Vânătorii de troli, Trei sub stele și Vrăjitorii.

## Povestea
Deși arată ca un oraș obișnuit, Arcadia este situat la intersecția unor linii magice și mistice, ceea ce face din el fundalul multor lupte între creaturi din alte lumi, inclusiv troli, extratereștri și vrăjitori. Eroii din serialele Vânătorii de troli, Trei sub stele și Vrăjitorii își unesc puterile și pornesc în cea mai grozavă aventură de până acum. Ei trebuie să lupte împotriva Ordinului Ezoteric pentru a obține controlul asupra magiei, elementul care îi leagă pe toți.

## Distribuție
- Emile Hirsch - James "Jim" Lake Jr.
- Lexi Medrano - Claire Nuñez
- Charlie Saxton - Tobias "Toby" Domzalski
- Kelsey Grammer - Blinky Galadrigal
- Fred Tatasciore - AAARRRGGHH!!!
- Colin O'Donoghue - Hisirdoux "Douxie" Casperan
- Diego Luna - Prince Krel Tarron
- Tatiana Maslany - Queen Aja Tarron
- Steven Yeun - Steve Palchuk
- Cole Sand - Eli Pepperjack
- Alfred Molina - Archie
- Nick Frost - Stuart
- Jonathan Hyde - Walter Strickler
- Amy Landecker - Barbara Lake
- Lauren Tom - Nomura
- Nick Offerman - Varvatos Vex
- Piotr Michael - Bellroc (vocea mascul) și Skrael
- Kay Bess - Bellroc (vocea femelă)
- Angel Lin - Nari
- Cheryl Hines - Lucy Blank/Momblank
- Tom Kenny - Ricky Blank/Dadblank
- Tom Wilson - Coach Lawrence
- Bebe Wood - Shannon Longhannon
- Brian Blessed - Charlemagne
- James Hong - Zong-Shi
- Laraine Newman - Ms. Janeth
- Grey Griffin, Stephanie Sheh, Kelly Stables și Frank Welker